# 안아리
안아리(1991년 ~)는 대한민국의 가수다. 2015년 싱글 《사랑해서 아파》로 데뷔했다.

## 방송
- 스타 오디션 위대한 탄생 (시즌 1) (2010) - Top20(20위)

## 음반
- The 1st Climix (2011)
- 사랑해서 아파 (2015)